# J'avancerai vers toi avec les yeux d'un sourd
Pour plus de détails, voir Fiche technique et Distribution.
J'avancerai vers toi avec les yeux d'un sourd est un documentaire français écrit et réalisé par Laetitia Carton, sorti en 2015. Il s'agit de son troisième long-métrage après La pieuvre et Edmond, un portrait de Baudoin.

## Synopsis
Ce film de Laetitia Carton est dédié à son ami sourd Vincent qui, mort à l’âge de 32 ans, lui avait fait découvrir la langue des signes française (LSF), la culture sourde et le monde des sourds.

## Fiche technique
- Titre original : J'avancerai vers toi avec les yeux d'un sourd
- Réalisation : Laetitia Carton
- Scénario : Laetitia Carton, d'après son idée avec Vincent Carrias
- Photographie : Gertrude Baillot, Laetitia Carton et Pascale Marin[1]
- Son : Nicolas Joly, Jean Mallet et Sébastien Naves[1]
- Montage : Rodolphe Molla[1]
- Musique : Camille[1]
- Production : Olivier Charvet et Sophie Germain[1]
- Sociétés de production : Kaléo Films ; Le Miroir (coproduction)[1] ; SOFICA Indéfilms 2 (en association avec)
- Société de distribution : Épicentre Distribution
- Pays de production :  France
- Langue originale : français, langue des signes française
- Format : couleur - 1,77:1 - Dolby 5.1
- Genre : documentaire
- Durée : 105 minutes
- Dates de sortie :
  - France : 19 août 2015 (États généraux du film documentaire de Lussas[2])  et 20 janvier 2016 (sortie nationale)
  - Québec : 30 août 2015 (Festival des films du monde de Montréal[3])

## Distribution
- Stéphane, professeur sourd de langue des signes
- Sandrine, citoyenne sourde oraliste
- Levent Beskardes, comédien et poète sourd
- Josiane, sourde racontant sa jeunesse perturbée

## Production

### Développement
À l'origine, ce fut un projet entre la réalisatrice Laetitia Carton et son ami défunt Vincent Carrias : elle écrit alors le scénario en hommage à ce dernier qui lui avait fait découvrir son monde et la langue des signes avant sa mort, comme si elle lui donne « des nouvelles de son pays, ce monde inconnu et fascinant, celui d'un peuple qui lutte pour défendre sa culture et son identité ». Le titre du film vient des paroles d’une chanson Quand j'aime une fois j'aime pour toujours — figurant dans l'album Tu m'aimes-tu (1990) — de l'auteur-compositeur-interprète et cinéaste québécois Richard Desjardins alors qu'à l'origine, il s'intitulait « Avec les yeux d’un Sourd ».

« Tu entendras ma voix

Dans le ciel du faubourg.

J'avancerai vers toi

Avec les yeux d'un sourd. »

### Tournage
Laetitia Carton tourne sur dix ans, notamment à l'école bilingue — c'est-à-dire langue des signes et langue écrite — à Ramonville en Haute-Garonne du 27 au 31 janvier 2014.

### Musique
La bande originale est signée Camille, la chanteuse préférée de la réalisatrice qui savait « qu’elle était elle aussi fascinée par la langue des signes, qu’elle utilise quelquefois sur scène » : elle l'a contactée, et cette dernière a tout de suite accepté de participer au film. « Je savais que Camille apporterait cette émotion que je recherchais ». A la fin du film Camille chante une chanson aux côtés de la réalisatrice et du comédien sourd Levent Beskardes (également poète), communiquant en langue des signes avec d'autres personnes sourdes et entendantes.
Pour le film, la compositrice reprend la chanson Winter Child de l'album Music Hole durant la mise en scène du chansigne (chant en langue des signes).

## Accueil

### Sorties
L'avant-première a lieu, la nuit du 19 août 2015, en plein air lors de la 27e édition des États généraux du film documentaire à Lussas. La sortie nationale s'annonce le 20 janvier 2016.

### Accueil critique
Sur AlloCiné, la note moyenne des spectateurs se révèle, cinq jours après sa sortie nationale, 3,6 pour 18 notes, dont 5 critiques.
Clarisse Fabre du Monde précise qu'« Avec J’avancerai vers toi avec les yeux d’un sourd, Laetitia Carton, a fait exploser un cri de joie à Lussas, en faisant découvrir aux festivaliers le pays des sourds. (…) Le film dénonce ceux qui, dans le corps médical, estiment qu’il faut appareiller les sourds, afin qu’ils entendent comme les gens normaux. Mais c’est qui, les gens normaux, interroge le film ? La langue des signes apparaît comme une chorégraphie, un langage du corps. La jeune cinéaste l’a apprise, et signe à l’écran pour tendre une passerelle entre les deux mondes. Le verbe « signer » a pris un autre sens pour beaucoup de spectateurs ». Quant à son collaborateur Jacques Mandelbaum, il conseille aux spectateurs d'aller le voir « Poésie expressionniste du langage gestuel, découverte d’un monde et d’un rapport au monde insoupçonné, réflexion sur le son au cinéma, engagement à faire reconnaître l’existence d’une communauté qui lutte contre la marginalisation sociale et la médicalisation de son handicap : tout y est a priori. La deuxième raison consiste en la nature très particulière d’un tel sujet, dont il y a lieu de penser, si l’on ne veut pas se cacher derrière son petit doigt, qu’il ne mobilisera pas les foules ».
Olivier Bachelard d'Abus de ciné souligne que, « permettant d'intéressantes réflexions autour de l'apprentissage de la langue des signes, son approximation, ses apports quotidiens, l'auteur met progressivement en évidence la revendication principale des sourds : le droit à l'autonomie. (…) Un plaidoyer intéressant et intime, sur le désir de reconnaissance d'une culture et non d'une situation du handicap ».
Mathias Averty dans Première quant à lui, indique « le montage patchwork entremêle archives personnelles, reportages et tranches de vie. Un procédé un peu brouillon, mais extrêmement instructif ».
Sylvie Strobel de la revue Jeune Cinéma estime qu'il s'agit d'un « beau film militant », tout en regrettant qu'il soit trop long : « La belle voix de la narratrice finit par agacer à mesure que la plainte des sourds s'amplifie, et ce alors même qu'elle les montre aimants, gais, enviables », ajoute-t-elle.

### Box-office
Lors de sa sortie à Paris, J'avancerai vers toi avec les yeux d'un sourd a attiré 620 spectateurs et se place en sixième position devant Vivre autrement de Jérémy Lesquelen et Camille Teixeira comptant 1 241 spectateurs, même si c'est Danish Girl de Tom Hooper qui est en tête du box-office des films sortis le 20 janvier avec 15 359 spectateurs.

## Distinctions

### Nominations
- Festival des films du monde de Montréal 2015 : sélection « Compétition internationale »
- Festival international du film francophone de Tübingen - Stuttgart 2015 : sélection « Horizons »